# Elmer Ottis Wooton
Elmer Ottis Wooton (Kokomo, Indiana, 19 de setembro de 1865 — 1945) foi um botânico norte-americano.